# Кайково
Кайково (бел. Ка́йкава) — деревня в Минском районе Минской области Беларуси. В составе Михановичского сельсовета.

## География
Рядом с деревней расположен Кайковский биологический заказник. 

### Гидрография
Недалеко протекает река Гребенка.

## Этимология
Известное балтско-литовское одноосновное имя Kaikutis, в нём суффикс-ut-и основа Kaik-.  Это имя засвидетельствовано в XV веке в Метрике Великого Княжества Литовского.

## История
В 1588 году село в Минском уезде Минского воеводства Великого Княжества Литовского. В 1791 году 27 дымов, господский двор, собственность Радзивиллов.
В результате второго раздела Речи Посполитой 1793 года территория оказалась в составе Российской империи. В 1800 году деревня и панский двор в Минском уезде Минской губернии, собственность князя Доминика Иеронима Радзивилла. В 1858 году собственность князя А. Радзивилла.  В 1897 году в деревне работала кузница, корчма, была церковь на кладбище и имение.
В 1909 году открыто народное училище, в 1915 году в нём учились 52 мальчика и 24 девочки.
С конца февраля 1918 года территория оккупирована войсками Германской империи. 25 марта 1918 года согласно Третьей Уставной грамоте провозглашалась частью Белорусской Народной Республики. В декабре 1918 года занята Красной Армией, с 1 января 1919 года в соответствии с постановлением I съезда КП(б) Беларуси она вошла в состав Советской Белоруссии, с 27 февраля 1919 года — в ЛитБел ССР. Во время польско-советской войны в августе 1919 — июле 1920 годов и в середине октября 1920 года под оккупацией Польши. Во времена польской оккупации действовало большевистское подполье.
С 31 июля 1920 года в Белорусской ССР. С 20 августа 1924 года деревня, центр Кайковского сельсовета Самохваловичского района Минского округа (до 26 июля 1930 года). С 18 января 1931 года в Смиловичском районе. С 18 января 1931 года в ведении городского совета Минска. С 26 мая 1935 года в Минском районе, 20 февраля 1938 года в Минской области.
Во Вторую мировую войну с конца июня 1941 года до начала июля 1944 года деревня под оккупацией Германии. Были сожжены 32 двора, убиты 22 жителя, 18 вывезены на принудительный труд в Германию. С сентября 1942 года здесь действовала радиостанция советской партизанской бригады имени Калинина.

## Население

### Численность
- 2019 год — 238 жителей

### Динамика
- 1800 год — 23 двора, 174 жителей
- 1897 год — 62 двора, 375 жителей; имение — 2 двора, 52 жителя
- 1917 год — 108 дворов, 609 жителей
- 1926 год — 84 двора, 406 жителей
- 1941 год — 86 дворов 365 жителей
- 1999 год — 244 жителя (перепись населения)
- 2009 год — 199 жителей (перепись населения)
- 2019 год — 238 жителей (перепись населения)

## Достопримечательность
- Курганный могильник. В 1,3 км на запад от деревни, на урочище Курганье. Открыл и обследовал в 1979 году археолог В. Соболь[3].

### Памятник, скульптура
- Обелиск в честь советской партизанской бригады имени Калинина.

## Галерея

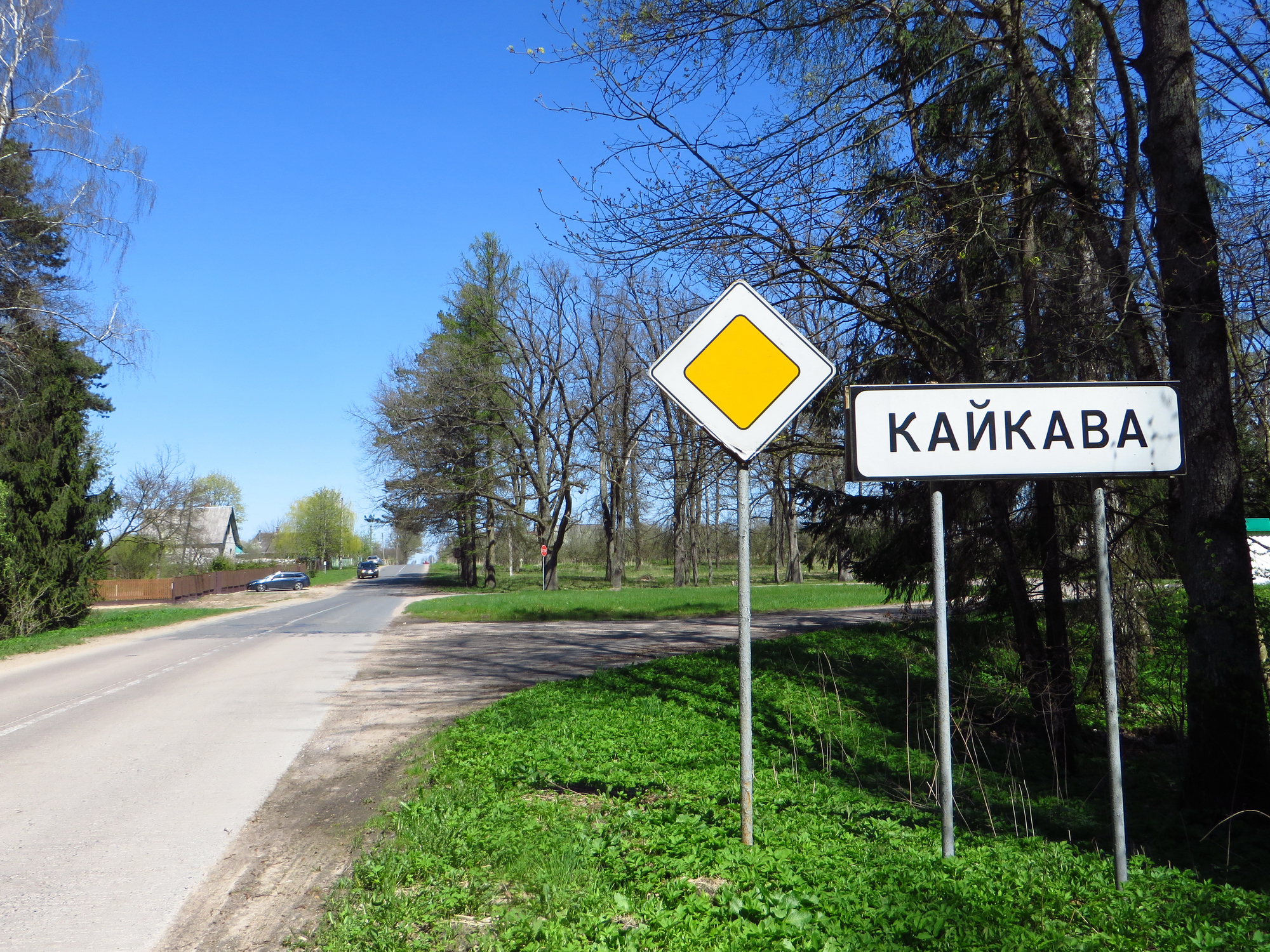
На въезде в Кайково со стороны Королина
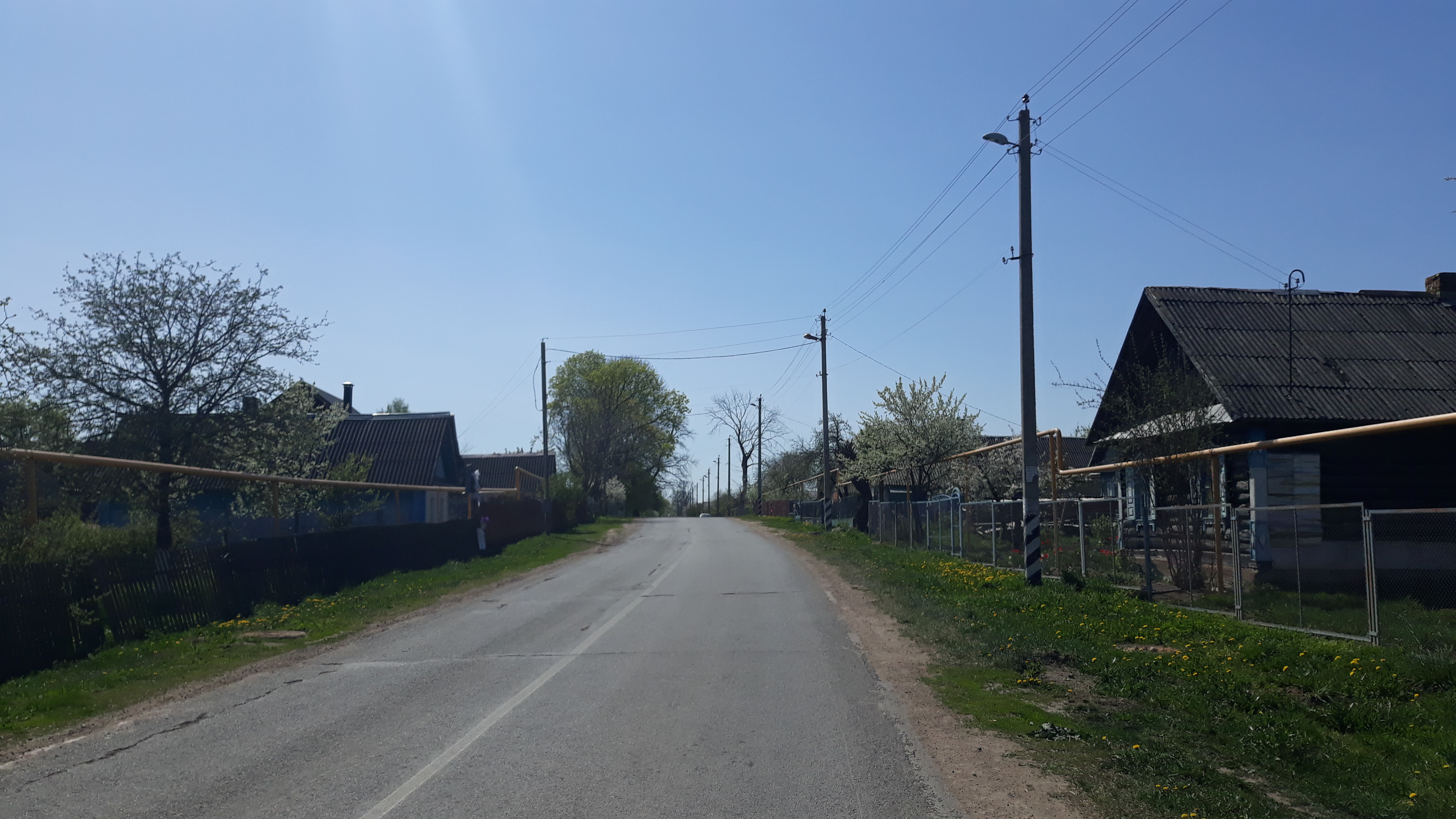
Улица
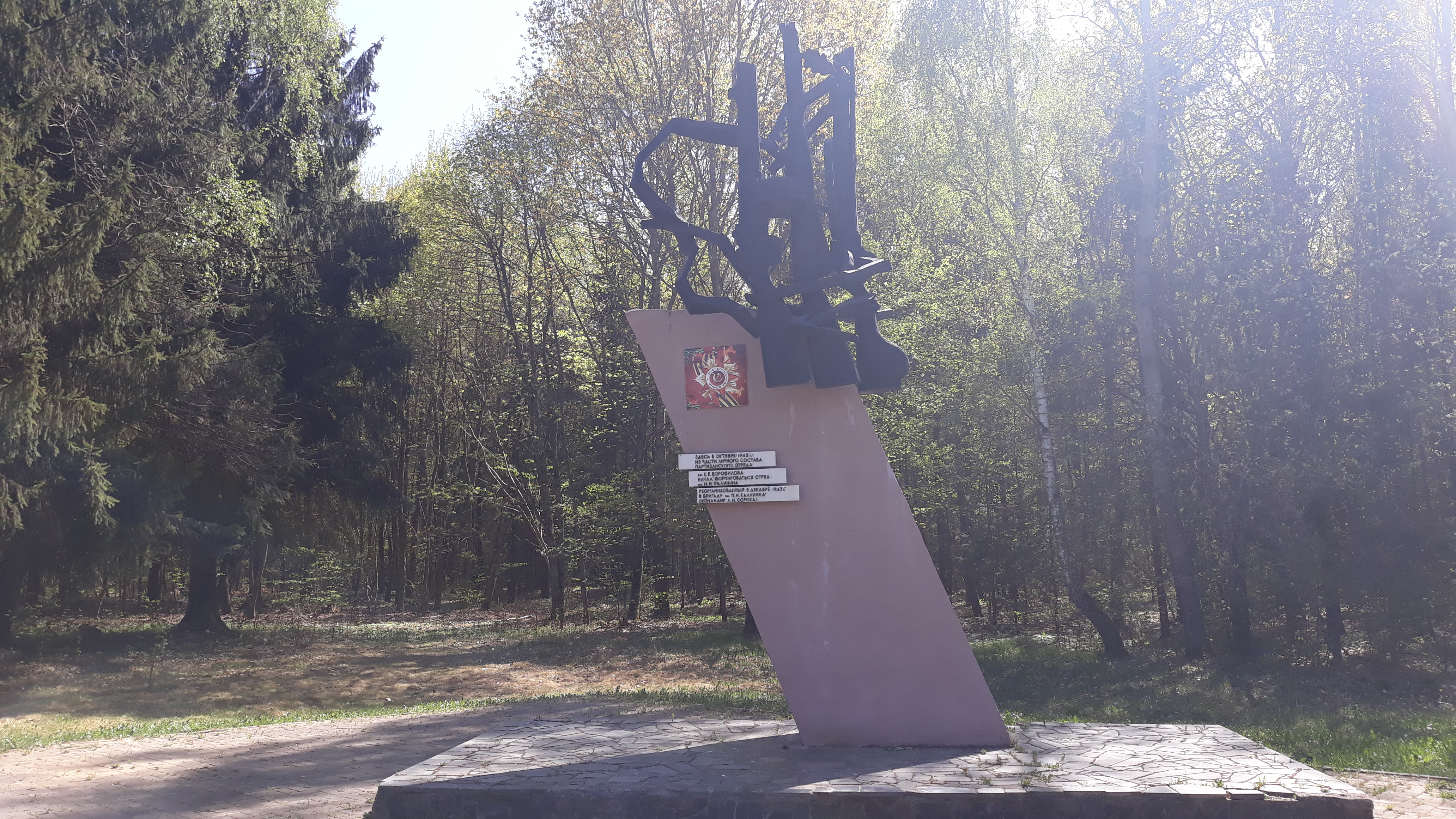
Обелиск в честь советской партизанской бригады
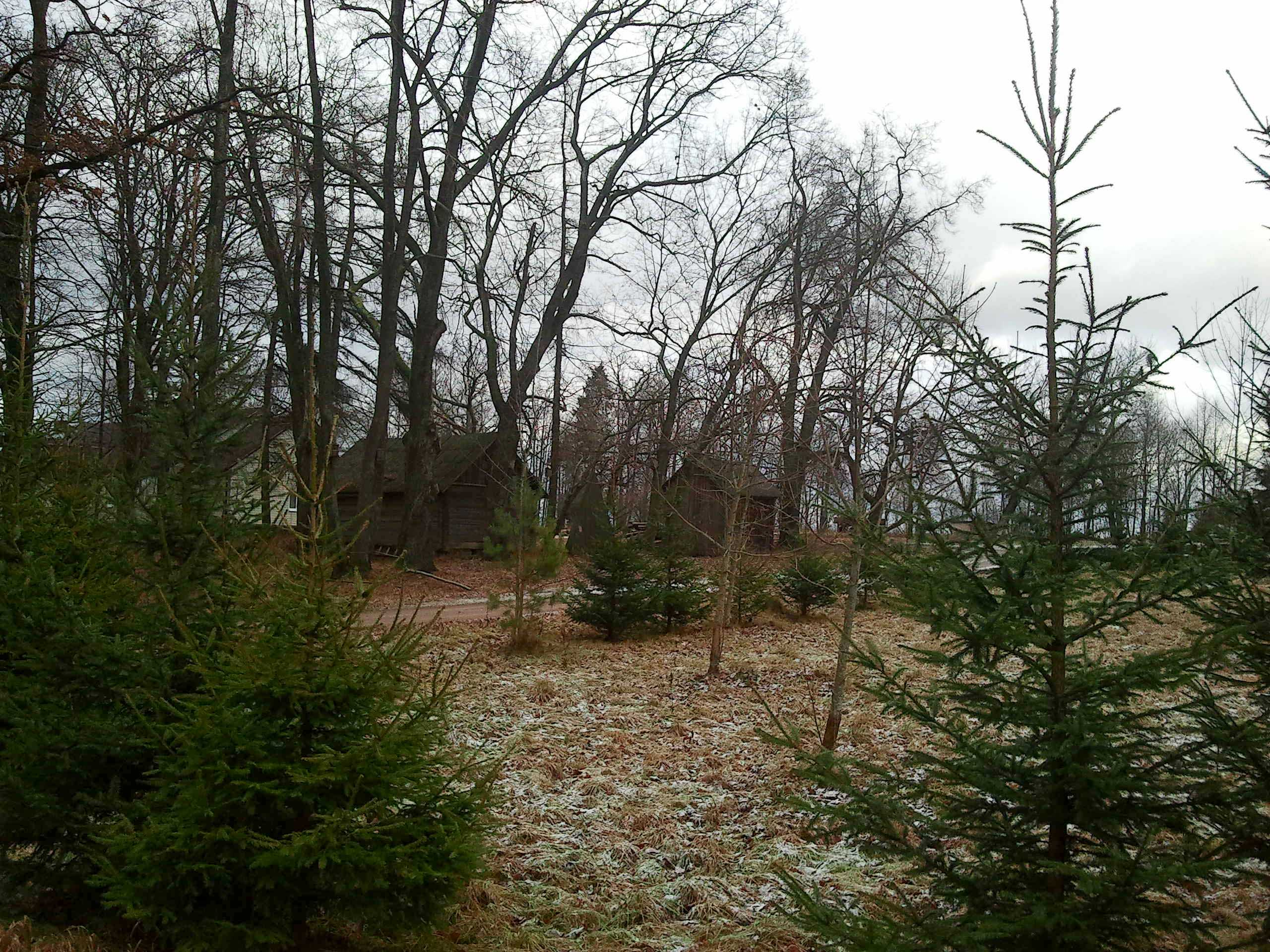
Кайковский биологический заказник  недалеко от деревни

## Известные лица
- Матрунчик, Иосиф Васильевич (1903—1945) — подполковник авиации, Герой Советского Союза[4].
- Баранов, Ермалай Максимович (1892—1942) — один из организаторов коммунистического подполья в Беларуси в годы Гражданской войны и в годы Великой Отечественной войны.